# Lijst van burgemeesters van Schin op Geul
Dit is een lijst van burgemeesters van de voormalige Nederlandse gemeente Schin op Geul tot die gemeente in 1940 fuseerde met Houthem, Valkenburg en Oud-Valkenburg. Aanvankelijk was dat onder de naam 'Valkenburg' maar al in 1941 vond de hernoeming plaats tot de gemeente Valkenburg-Houthem.
| Ambtsperiode | Naam burgemeester            | Partij of stroming | Bijzonderheden                                                                              |
| ------------ | ---------------------------- | ------------------ | ------------------------------------------------------------------------------------------- |
| 18?? - 18??  | Huntjens                     |                    |                                                                                             |
| 1843 - 1856  | Petrus Josephus Smeets       |                    |                                                                                             |
| 1856 - 1877  | Henricus Mathias Damoiseaux  |                    | tevens burgemeester van Strucht (1866-1877)                                                 |
| 1877 - 1898? | Jan Martinus Maessen         |                    | tevens burgemeester van Strucht (tot opheffing in 1879)                                     |
| 1898 - 1924  | Jan Pieter Hubertus Ruijpers |                    |                                                                                             |
| 1924 - 1940  | Jan Hubertus Ruijpers        |                    | zoon van voorganger, later burgemeester van Grevenbicht, Roosteren en Obbicht en Papenhoven |